# بخش کلاور، شهرستان پاین، مینه سوتا
بخش کلاور (به انگلیسی: Clover Township) یک منطقهٔ مسکونی در ایالات متحده آمریکا است که در شهرستان پین، مینه‌سوتا واقع شده‌است.
 بخش کلاور ۹۳٫۶ کیلومتر مربع مساحت و ۳۱۶ نفر جمعیت دارد و ۲۹۶ متر بالاتر از سطح دریا واقع شده‌است.